# Jakobskirche (Adelsheim)

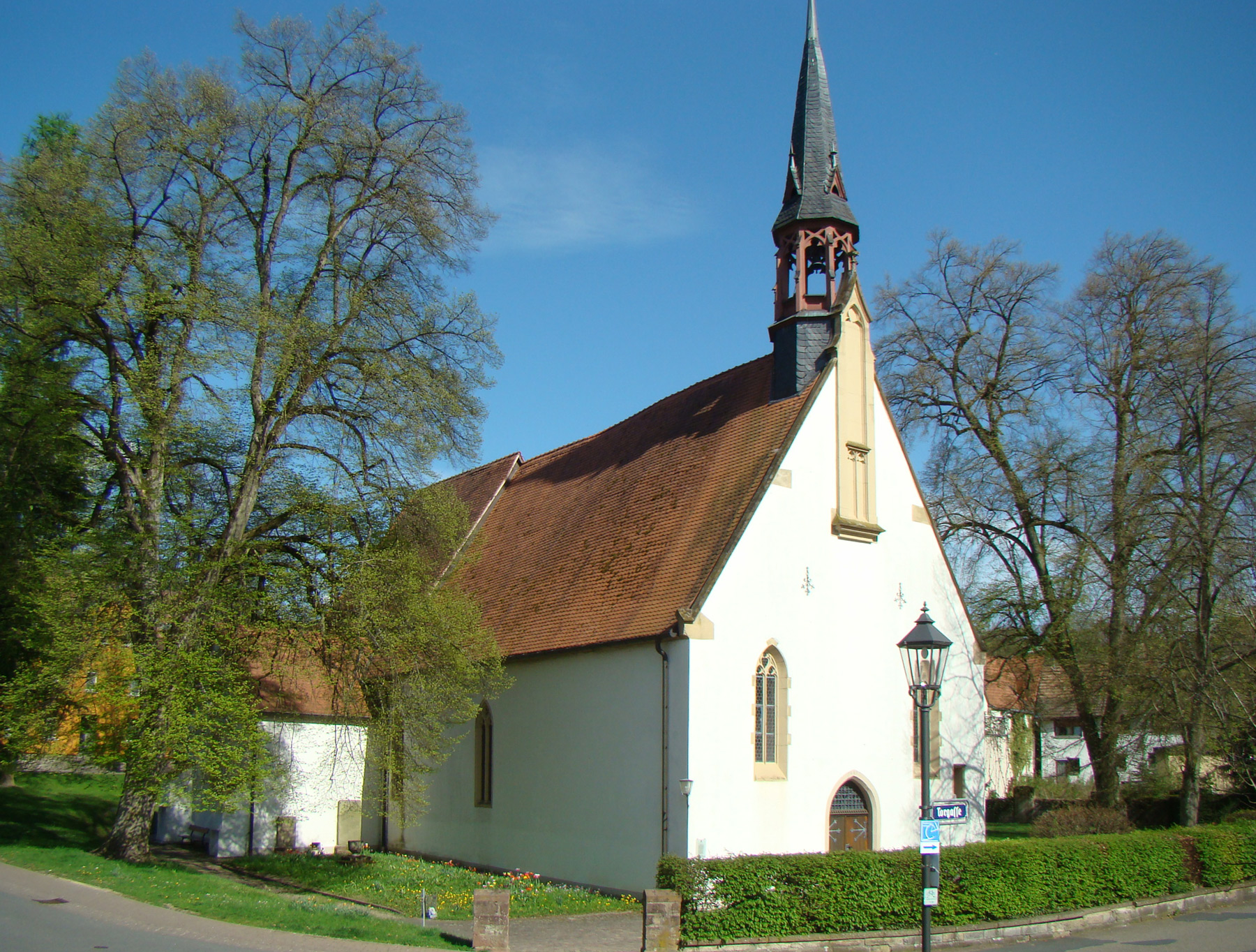
Die Jakobskirche in Adelsheim

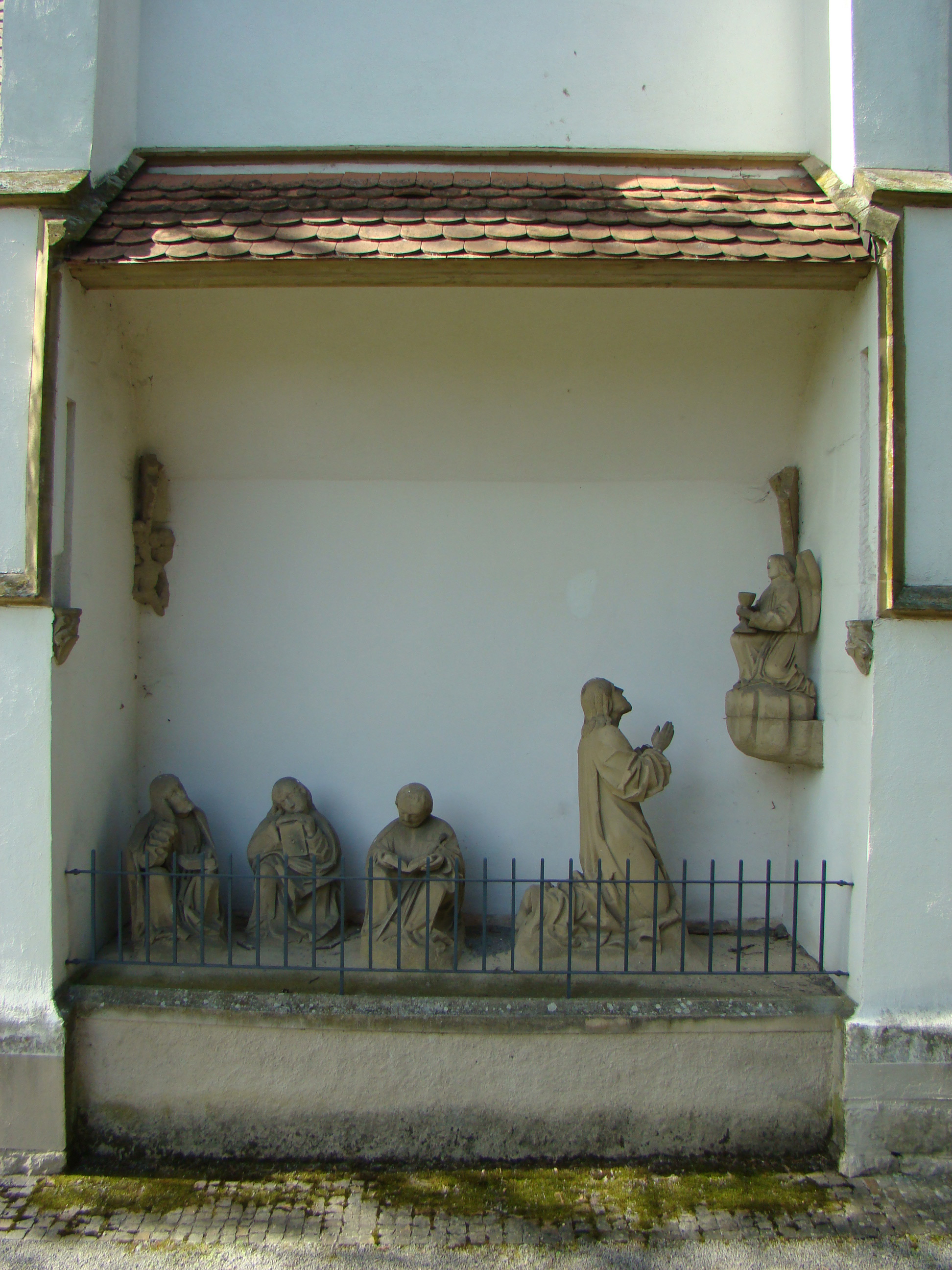
Ölberggruppe

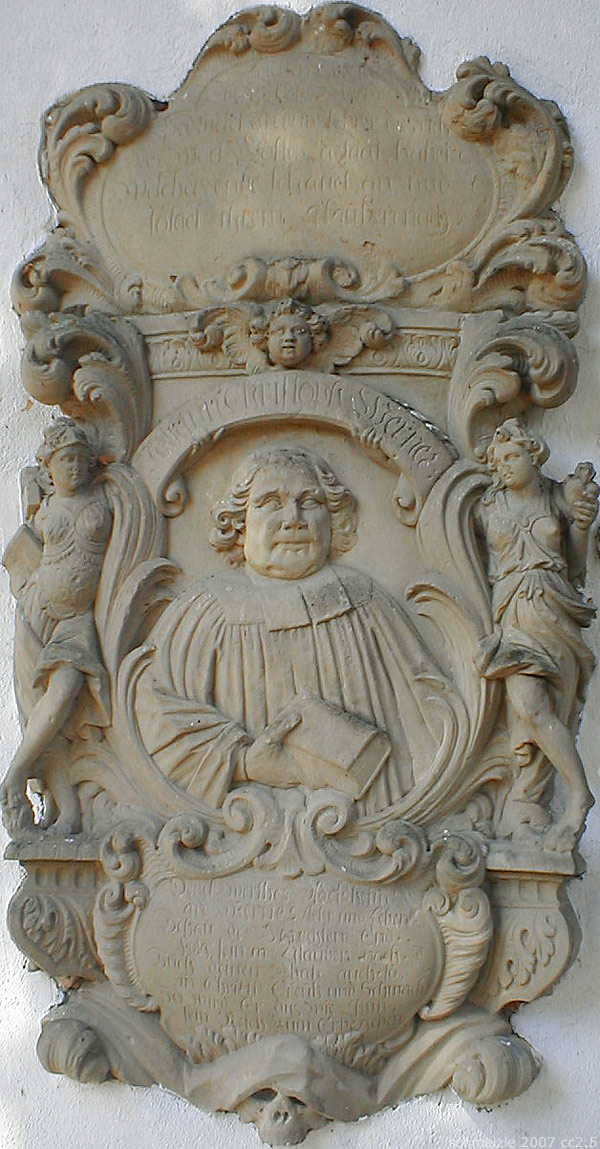
Epitaph des Pfarrers Joh. Christoph Werner an der Südseite

Die Jakobskirche ist die alte Pfarrkirche von Adelsheim im Neckar-Odenwald-Kreis im Norden Baden-Württembergs. Der gotische Bau wird heute als Friedhofskirche genutzt. Die Jakobskirche wurde von der Denkmalstiftung Baden-Württemberg zum „Denkmal des Monats Juni 2012“ ernannt.

## Geschichte
Die Jakobskirche wurde 1489 von dem kurmainzischen Amtmann Martin von Adelsheim erbaut. Sie ersetzte einen romanischen Vorgängerbau und diente als Grablege der Herren von Adelsheim. Nach der Einführung der Reformation war sie ab 1556 lutherische Stadtpfarrkirche. Nach dem Bau einer neuen Kirche verlor sie 1776 diese Funktion. Von 1813 bis 1821 wurde sie von den Reformierten genutzt und von 1862 bis 1881 von den Katholiken. 1884 wurde die Kirche unter der Leitung von Hermann Behaghel restauriert. Seither dient die Kirche, die immer noch im Besitz der evangelischen Gemeinde ist, der Stadt Adelsheim als Friedhofskirche.

## Beschreibung
Die Jakobskirche wurde nördlich der historischen Altstadt am Ufer der Seckach erbaut. Der einschiffige Bau schließt im Osten mit einem dreiseitigen Chor. Über dem Westgiebel sitzt ein oktogonaler Dachreiter mit Spitzhelm. An der Nordseite ist die Sakristei angebaut, an der Südseite die Grabkapelle der Herren von Adelsheim. An der Außenwand der Kapelle befindet sich eine Ölberggruppe von 1495, die Hans Eseler zugeschrieben wird.
Das große Kruzifix aus Lindenholz im Chor stammt aus dem 15. Jahrhundert, genauso wie das Sakramentshaus. Die hölzerne Kanzel ist von 1650. Die Bemalung in der Grabkapelle stammt von 1606. Besonders bemerkenswert sind die mehr als sechzig Grabmäler, die zwischen dem 14. und dem 18. Jahrhundert datieren. Die meisten Epitaphien sind von den Herren von Adelsheim, darunter die Begründer der beiden Hauptlinien Poppo von Adelsheim († 1369) und Beringer von Adelsheim († 1357) sowie der Stifter der Kirche Martin von Adelsheim († 1497). Zwei Grabmäler in der Kirche schuf Hans Eseler, eines Peter Dell der Ältere.
Die Jakobskirche ist Station des Jakobswegs von Rothenburg ob der Tauber nach Speyer.